# Asplenium lilloanum
Asplenium lilloanum är en svartbräkenväxtart som beskrevs av Sota. Asplenium lilloanum ingår i släktet Asplenium och familjen Aspleniaceae. Inga underarter finns listade.